# Samsung Galaxy Z Flip3
Das Samsung Galaxy Z Flip3 ist ein faltbares Smartphone des südkoreanischen Herstellers Samsung Electronics. Es wurde am 11. August 2021 zusammen mit dem Samsung Galaxy Z Fold 3 und der Samsung Galaxy Watch 4 vorgestellt. Im Vergleich zum Samsung Galaxy Z Flip ist anzumerken, dass der Preis stark gesenkt und das äußere Display vergrößert werden konnte.

## Design
Das Samsung Galaxy Z Flip 3 besteht aus einem oberen und einem unteren Teil. Das Obere beherbergt die beiden Kameralinsen und das äußere Display, welches sich oben am Gerät über die gesamte Breite zieht. Oberer und unterer Teil sind durch ein Scharnier verbunden. Eingefasst wird das Display von einem Aluminiumrahmen. Auf der Vorderseite befindet sich das innere Display. Das Galaxy Z Flip 3 wird in den Farben Phantom Black (Schwarz), Phantom Cream (Cremefarben), Phantom Green (Dunkelgrün) und Phantom Lavender (Lavendelfarben) angeboten; zusätzlich sind die Farben Phantom White (Weiß), Phantom Gray (Grau) und Phantom Pink (Pink) online erhältlich.

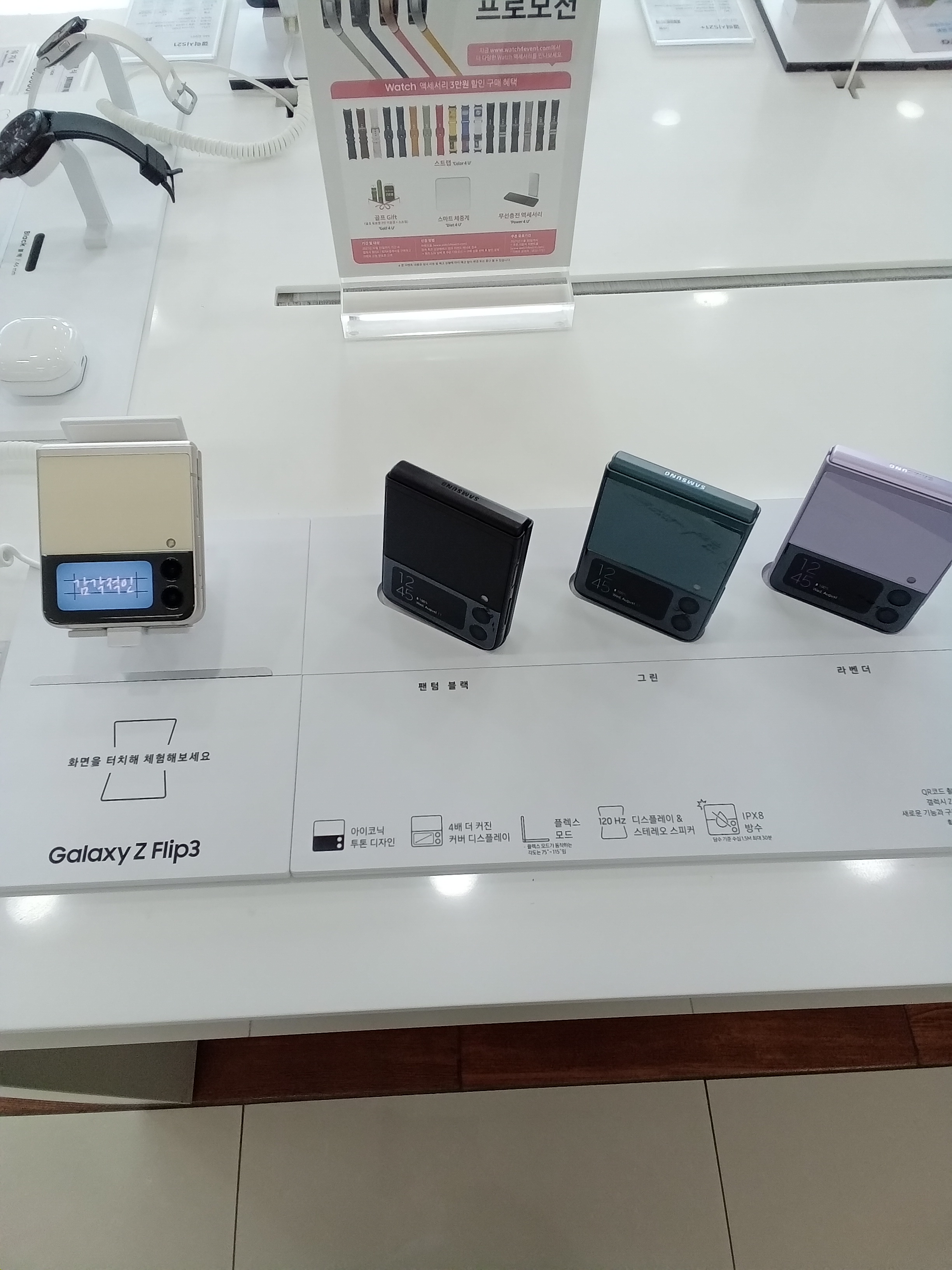
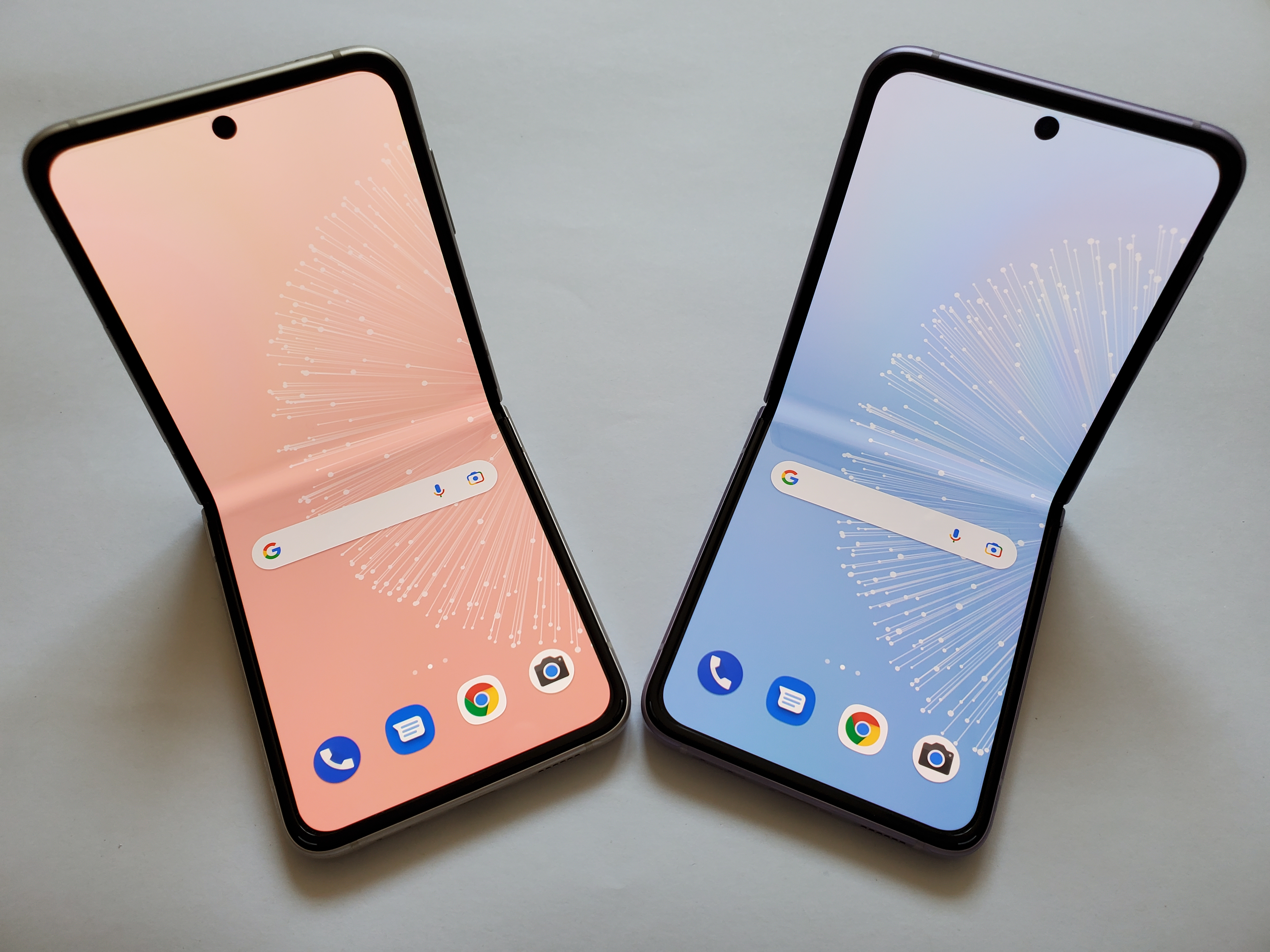

## Technische Daten

### Haltbarkeit
Im Vergleich zum Galaxy Z Flip ist das Galaxy Z Flip 3 deutlich stabiler geworden. So konnte das Aluminium des Rahmens durch eine Änderung der Legierung noch widerstandsfähiger gebaut werden und Samsung verwendet auf der Rückseite das härtere Corning Gorilla Glas Victus. Außerdem verfügt es genau wie auch das Galaxy Z Fold3 über eine IPX8-Zertifizierung, was die Wasserfestigkeit erhöht.

### Kamera, Display und Lautsprecher
Das Foldable verfügt über eine 12-Megapixel-Ultraweitwinkelkamera und eine 12-Megapixel-Hauptkamera. Nach Angaben von Samsung handelt es sich hierbei um die Kameras des Galaxy S21. Das Galaxy Z Flip3 besitzt innen ein 6,67 Zoll großes Dynamic-AMOLED-Display im 21:9-Format. Das äußere Display ist mit 1,9 Zoll deutlich größer als die verhältnismäßig kleine äußere Anzeige des Vorgängers, es kann jetzt auch neben der Uhrzeit Widgets oder Benachrichtigungen anzeigen, auch kann darüber die Musik gesteuert werden. Auch sind die Lautsprecher im Vergleich zum Galaxy Z Flip besser geworden, Samsung verbaut jetzt Stereolautsprecher.

### Leistung und Akku
Im Galaxy Z Flip3 verbaut Samsung den Qualcomm Snapdragon 888, dazu kommen 8 GB Arbeitsspeicher.

### Software und Sonstiges
Das Galaxy Z Flip3 wurde mit Android 11 vorgestellt. Samsung garantiert drei Jahre Softwareupdates und vier Jahre Sicherheitsupdates. Das Foldable unterstützt den Mobilfunkstandard 5G. Entsperrt wird das Galaxy Z Flip3 über einen im Power-Button integrierten Fingerabdrucksensor.